# Єнбек (Костанайський район)
Єнбе́к (каз. Еңбек) — село у складі Костанайського району Костанайської області Казахстану. Входить до складу Александровського сільського округу.
Населення — 474 особи (2021; 490 у 2009, 478 у 1999, 547 у 1989).
До 2018 року село називалось Давиденовка.